# Rangi (bóstwo)
Rangi (bóstwo) – maoryski bóg nieba, dziecko Io i mąż Papy, ojciec Tane-mahuty, Tangaraoy, Tumata-tengi, Haumiia-tikitiki i Rongo-ma-Tane.